# Pumilocytheridea sandbergi
Pumilocytheridea sandbergi är en kräftdjursart som beskrevs av van den Bold 1963. Pumilocytheridea sandbergi ingår i släktet Pumilocytheridea och familjen Cytherideidae. Inga underarter finns listade i Catalogue of Life.